# 胡和平
胡和平（1962年10月—），男，汉族，山东临沂人，中华人民共和国政治人物及学者。现任中共中央宣传部分管日常工作的副部长。
1982年6月加入中国共产党，1986年8月参加工作。清华大学水利工程系与东京大学土木工程系河川与流域环境专业毕业，工学博士。中共第十八届中央候补委员、第十九届和第二十届中央委员。历任陕西省人民政府省长、中共陕西省委书记、陕西省人大常委会主任、中华人民共和国文化和旅游部部长等职务。
胡和平被视为习近平派系「清华帮」的重要成员之一。

## 经历

### 清华大学
1980年9月，胡和平考入清华大学水利工程系学习。1986年本科毕业后，免试保送就读水力学及河流动力学专业硕士研究生，于1990年获得工学硕士学位。在此期间，历任清华大学水利水电工程系助教、讲师，系共青团委副书记、学生工作组副组长、组长，系党委副书记。1992年10月，赴日本东京大学留学，在工学部土木工程系土木工学科河川及流域环境专业攻读博士，获工学博士学位。1995年9月，进入日本株式会社INA公司（新建築研究所）工作。
1996年12月，清华大学水利水电工程系副主任、水文水资源研究所所长。2000年1月，任清华大学土木水利学院党委书记。2002年11月，任清华大学党委组织部部长。2003年9月，任清华大学教务处处长。2004年8月，任清华大学人事处处长。2006年2月，任清华大学副校长，同年8月任清华大学党委常务副书记、副校长。2008年12月，任清华大学党委书记（副部长级）。

### 浙江省
2013年11月，任中共浙江省委常委、组织部部长。

### 陕西省
2015年4月，任中共陕西省委专职副书记兼省委党校校长。2016年1月13日，陕西省第十二届人大常委会第二十四次会议补选为第十二届全国人民代表大会代表。
2016年3月，任陕西省人民政府党组书记，同年4月1日任陕西省人民政府代省长，4月27日当选为陕西省人民政府省长。
2017年10月29日，任中共陕西省委书记。2018年1月4日，辞去陕西省人民政府省长职务。2018年1月30日，当选陕西省人大常委会主任。2018年2月24日，当选为第十三届全国人大代表。
胡和平就任中共陕西省委书记后，为中共中央宣传部主管的综合性党刊《党建》撰写文章《坚决维护习近平总书记的核心地位》。文中说习近平“具有俯瞰历史的宏阔视野、驾驭全局的高超智慧、革故鼎新的雄才大略”，“思路决定出路，伟人扛鼎盛世”。

### 宣传系统
2020年7月，不再担任中共陕西省委书记职务，转任中共中央宣传部副部长、文化和旅游部党组书记。8月11日，十三届全国人大常委会第二十一次会议决定任命胡和平为文化和旅游部部长，国家主席习近平签署第54号主席令正式任命。
2023年3月，升任中共中央宣传部分管日常工作的副部长。同年12月29日，不再担任文化和旅游部部长，由孙业礼接任。

## 外交
2019年8月13日，胡和平在西安市会见马来西亚首相马哈迪之子慕克里（吉打州州务大臣），并表示近年来在中马两国全面战略伙伴关系和“一带一路”倡议的带动下，陕西与马来西亚交流交往日益密切，双方合作取得了可喜成绩。
2021年2月4日，胡和平会见新任日本驻华大使垂秀夫，双方就进一步深化两国文化和旅游交流与合作等深入交换意见。
2023年8月29日，胡和平会见美国商务部长雷蒙多，双方强调人文交流对于中美双边关系具有重要意义，同意2024年上半年在华举办第14届中美旅游高层对话，进一步恢复发展两国旅游合作。